# Receptor GABAA
El receptor GABAA (GABAAR) es un receptor ionotrópico y un canal iónico controlado por ligando. Su ligando endógeno es el ácido γ-aminobutírico (GABA), el principal neurotransmisor inhibidor del sistema nervioso central.

Al abrirse, el receptor GABAA es selectivamente permeable a los iones cloruro (Cl−) y, en menor grado, a los iones bicarbonato (HCO−). Dependiendo del potencial de membrana y la diferencia de concentración iónica, esto puede resultar en flujos iónicos a través del poro.

La activación del receptor GABAA tiene propiedades ansiolíticas, anticonvulsivas, amnésicas, sedantes, hipnóticas, euforizantes y relajantes musculares.

## Estructura

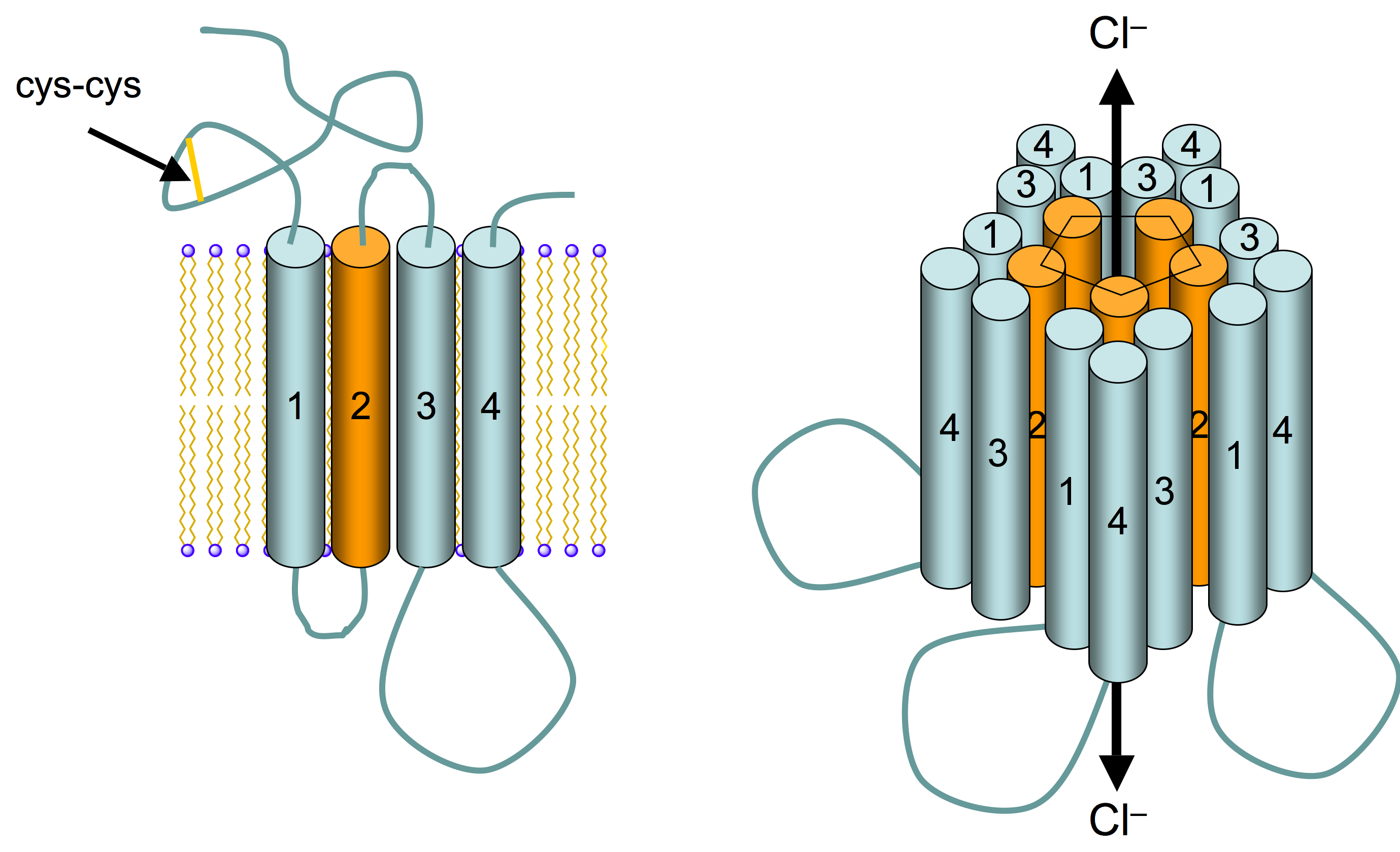
Receptor GABA_{A} pentamérico (derecha).

Subunidades.

Los receptores GABAA son receptores transmembrana que constan de cinco subunidades (pentaméricas), dispuestas alrededor de un poro central. Cada subunidad comprende cuatro dominios transmembrana con los terminales N y C ubicados extracelularmente. El receptor se encuentra en la membrana de su neurona, generalmente localizado en una sinapsis, postsinápticamente.
Los receptores GABAA son una familia de complejos proteicos que abarcan el ancho de la membrana celular de las neuronas. Se componen de cinco subunidades (la mayoría de las veces dos α, dos β y una γ, dispuestas de forma casi simétrica alrededor de un canal central.
En humanos, las unidades son:
- seis tipos de subunidades α (GABRA1, GABRA2, GABRA3, GABRA4, GABRA5, GABRA6)
- tres subunidades β (GABRB1, GABRB2, GABRB3)
- tres subunidades γ (GABRG1, GABRG2, GABRG3)
- sí como δ (GABRD), una ε (GABRE), una π (GABRP), y una θ (GABRQ)

Una isoforma de GABAA contiene las siguientes subunidades: dos α1, dos β3 y una γ2 dispuestas en el orden α1-β3-γ2-α1-β3 dispuestas de forma casi simétrica alrededor de un canal central; esta es una de las isoformas más abundantes del receptor GABAA en el cerebro humano.

## Distribución
Los receptores GABAA son responsables de la mayoría de las actividades fisiológicas de GABA  en el sistema nervioso central y los subtipos de receptores varían.

Los receptores GABAA también se pueden encontrar en otros tejidos, incluidas las células de Leydig, la placenta, las células inmunitarias, el hígado, las placas de crecimiento óseo y varios otros tejidos endocrinos.

## Efectos

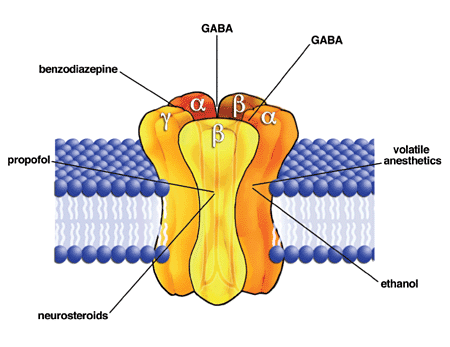
Receptor GABA_{A}, donde se unen varios ligandos actuando sobre las diferentes unidades.

El ácido γ-aminobutírico (GABA) es el neurotransmisor inhibitorio más abundante en el sistema nervioso central, y la mayor parte de sus acciones fisiológicas son mediadas por los receptores GABAA.

El 30-40% de las neuronas del cerebro utilizan GABA como neurotransmisor. Su existencia en el tejido nervioso garantiza el equilibrio entre excitación e inhibición neuronal.

Se ha encontrado que varios ligandos se unen a varios sitios del complejo del receptor GABAA y lo modulan además del propio GABA. 
Agonistas y antagonistas se unen al sitio principal del receptor (el sitio donde normalmente se une el GABA, también denominado sitio activo u "ortostérico"). Los agonistas activan el receptor, lo que resulta en un aumento de Cl- conductancia. Los antagonistas, aunque no tienen ningún efecto por sí mismos, compiten con el GABA por la unión y por lo tanto inhiben su acción, lo que resulta en una disminución de la conductancia de Cl-.
La unión de ligandos a sitios diferentes de los que se une GABA, afecta la conformación del receptor de manera que se puede estimular o inhibir su función (este efecto se llama modulación alostérica).
Los ligandos que contribuyen a la activación del receptor tienen típicamente propiedades ansiolíticas, anticonvulsivas, amnésicas, sedantes, hipnóticas, euforizantes y relajantes musculares.